# Grå myrfågel
Grå myrfågel (Cercomacra cinerascens) är en fågel i familjen myrfåglar inom ordningen tättingar.

## Utseende och läte
Grå myrfågel är en slank och långstjärtad medlem av familjen. Hanen är grå och honan gråbrun, båda med vita vingband och tydliga vita fläckar på undersidan av stjärten. Sången består av ett långsamt och studsande "erk, CHAT, erk, CHAT...".

## Utbredning och systematik
Grå myrfågel delas in i fyra underarter med följande utbredning:
- Cercomacra cinerascens cinerascens – förekommer från sydöstra Colombia till nordöstra Peru, södra Venezuela och nordvästra Amazonområdet i Brasilien
- Cercomacra cinerascens immaculata – förekommer från östra Venezuelas anslutning till Guyana och nordöstra Amazonområdet i Brasilien
- Cercomacra cinerascens sclateri – förekommer i östra Peru, nordvästra Bolivia och sydvästra Amazonområdet i Brasilien
- Cercomacra cinerascens iterata – förekommer i sydöstra Amazonområdet i Brasilien och nordöstra Bolivia (norr om Santa Cruz)

## Levnadssätt
Grå myrfågel är en av de vanligaste myrfåglarna i Amazonområdets regnskogar. Den kan ses såväl i skogsbryn och tät ungskog som i högväxt gammal skog. Den föredrar snåriga klängväxter strax under trädtaket och kan där vara mycket svår att få syn på.

## Status och hot
Arten har ett stort utbredningsområde, men tros minska i antal, dock inte tillräckligt kraftigt för att den ska betraktas som hotad. Internationella naturvårdsunionen IUCN listar arten som livskraftig (LC).